# Едмон Ростан
Едмон Йожен Алексис Ростан (на френски: Edmond Eugène Alexis Rostand) е изтъкнат френски поет и драматург, автор на десетина пиеси, една от които – световноизвестната „Сирано дьо Бержерак“ (1897).

## Биография и творчество
Роден е на 1 април 1868 година в Марсилия, Прованс, в заможното семейство на издател, известен журналист и икономист. Учи литература, философия и история в Париж. Жени се за поетесата Роземонд Жерар, с която има двама сина.
През 1901 г. Ростан става най-младият писател член на Френската академия.
Умира от испански грип на 2 декември 1918 година в Париж на 50-годишна възраст.

## Творчество
През 1895 г. знаменитият актьор Констан Коклен поръчва на Ростан да му напише пиеса. Две години по-късно, на 27 декември е генералната репетиция на „Сирано дьо Бержерак“, която донася признание и слава на автора. Още на 1 януари следващата 1898 Ростан е удостоен с ордена на Почетния легион.
От края на декември 1897 г. в продължение на 15 месеца се играят 400 представления на „Сирано дьо Бержерак“. С кратко прекъсване след смъртта на Коклен те продължават и през април 1913 г. се празнува 1000-ното. През 1983 г. специалистите преброяват 14 хил. само във Франция.

## Произведения
- Le Gant rouge, 1888 (Червената ръкавица)
- Les Musardises, 1890
- Les Deux Pierrots, ou Le Souper blanc (Двамата Пиеро, или Бялата вечеря), 1891
- Les Romanesques, 1894
- La Princesse Lointaine, 1895 (Далечната принцеса)
- La Samaritaine (Самарянката), 1897
- Cyrano de Bergerac, 1897 („Сирано дьо Бержерак“)
- L'Aiglon, 1900
- Chantecler, 1910
- La Dernière Nuit de Don Juan (Последната нощ на Дон Жуан), 1921
- Le Cantique de L'Aile, 1922
- Le Vol de la Marseillaise, 1922